# Izborni popis
Izborni popis ili Izbornu listu  može istaknuti svaki politički ili društveni čimbenik ako ispuni zakonske uvjete za to, to jest ako prikupi propisani broj potpisa građana koji podržavaju njegovu kandidaturu. Izborna je lista, dakle, oblik kandidature i natjecanja političkih stranaka, koalicija i ostalih aktera u izborima. U anglosaksonskim izbornim studijama obično se razlikuju otvorene i zatvorene liste, pri čemu se zatvorena lista dodatno diferencira na blokiranu i neblokiranu podvrstu. Neki se autori unutar te tradicije priklanjaju razlikovanju zatvorenih, otvorenih i slobodnih lista, pri čemu je otvorena lista istovjetna zatvorenoj neblokiranoj listi, a slobodna lista otvorenoj listi iz prethodne klasifikacije. U kontinentalnoj njemačkoj tradiciji razlikuju se zatvorene, slabo vezane i otvorene liste, s tim da zatvorena lista odgovara zatvorenoj blokiranoj, a slabo vezana zatvorenoj neblokiranoj listi. Oblikom popisa utječe se na odnos birača prema kandidatima i zastupnicima, ali i na odnos kandidata i zastupnika prema političkim strankama. S obzirom na razinu natjecanja, liste mogu biti okružne, regionalne i nacionalne. Unutar nekoga izbornog sustava svaka od tih lista može se istaknuti zasebno (npr. samo lista na razini izbornog okruga), mogu se istaknuti sve tri vrste lista istodobno (okružna, regionalna i nacionalna), a mogu se primijeniti i ostale kombinacije (okružna i nacionalna lista, okružna i regionalna lista, regionalna i nacionalna lista).